# Imre Babics
Imre Babics (n. 14 iunie, 1961, Budapesta) este un scriitor și poet maghiar.